# Sesamum alatum
Sesamum alatum är en sesamväxtart som beskrevs av P. Thonn.. Sesamum alatum ingår i släktet sesamer, och familjen sesamväxter. Inga underarter finns listade i Catalogue of Life.